# Clan Hannay
Hannay ist der Name eines schottischen Clans. 

## Geschichte
Obwohl sich der Name Hannay höchstwahrscheinlich von dem Ort Hannethe ableitet, ist über diesen nichts Genaues bekannt. Der Ursprung der Familie kann bis nach Galloway im Südwesten Schottlands zurückverfolgt werden. Der Name Gillbert de Hannethe erschien erstmals auf den Ragman Rolls von 1296, die König Eduard I. von England überreicht wurden. Es wird berichtet, die Ländereien von Sorbie in Wigtownshire wurden von demselben Gillbert de Hannethe erworben. 
Anders als viele andere schottische Adelige und Clans unterstützten die Hannays nicht Robert de Bruce, sondern John Balliol, da ihnen dieser näher war. 

## Chiefs
Ramsay William Rainsford Hannay starb am 10. Januar 2004. Ihm folgte sein Sohn David R. Hannay.

## Schlösser
- Sorbie Tower war einst Sitz der Familie Hannay, bis es an den Earl of Galloway verkauft wurde. Zur Ruine verfallen, schenkte es 1965 der damalige Besitzer dem Clan; seither kümmert sich Historic Scotland um den Erhalt der Ruine.